# آندیا
آندیا (Andia) یکی از تمدن‌های آغاز هزارهٔ اول پیش از میلاد در حاشیهٔ رود قزل اوزن بود.

## نفوذ به آندیا

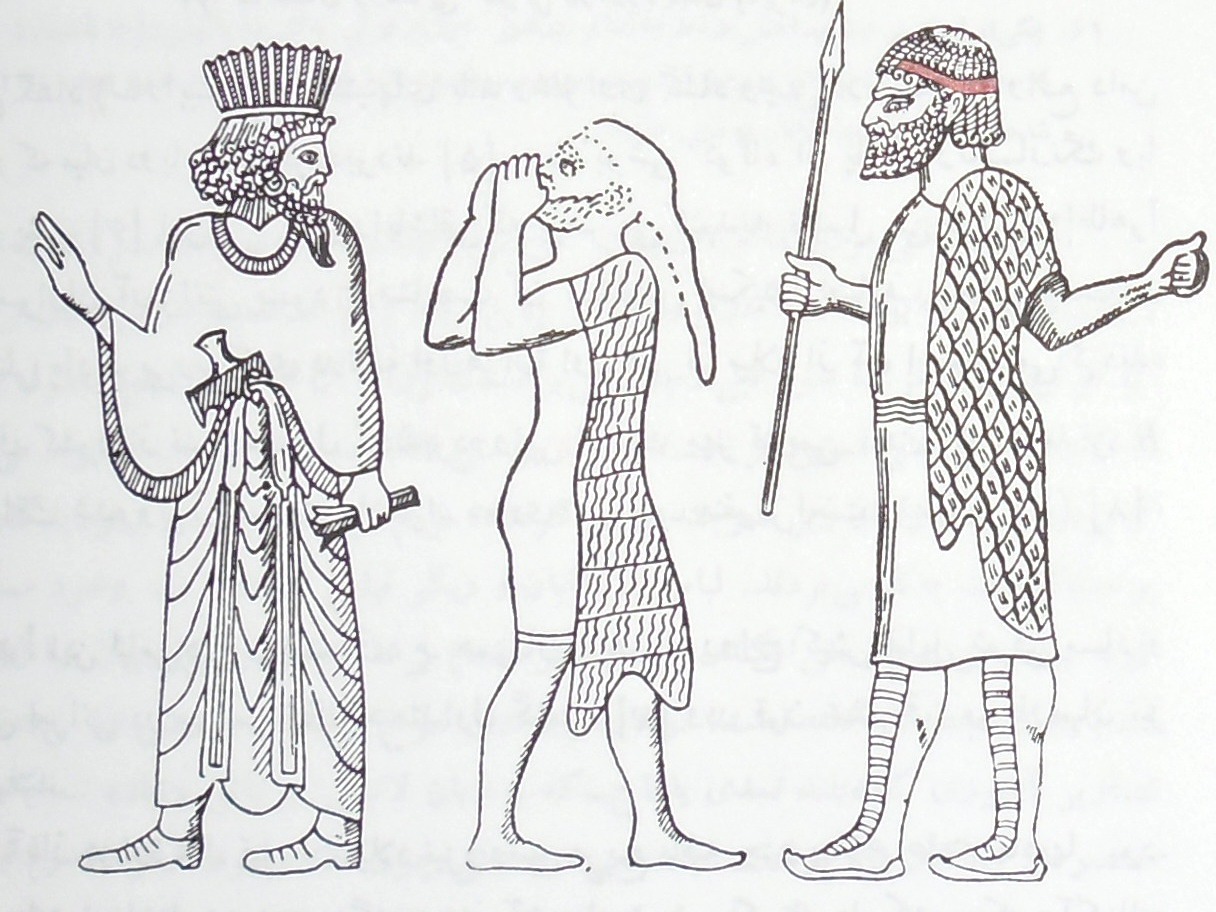
تیپ قبایل سکنه ماد

در سال‌های -۷۱۵ تا ۷۱۳ پ.م. - سارگون دوم در پیشروی بسوی مشرق و بعد از اسارت دیاکو رهبر قبایل اتحادیه قبایل ماد تهاجم بسوی بخش سفلای قزل اوزن پیشروی را ادامه داد و وارد آندیا شد. این محل متصرفهٔ شخصی بود بنام تلوسینا که دست کم از سال - ۷۱۹ پ.م. - متحد روسای یکم شمرده می‌شد. در آن زمان تلوسینا به یاری بگداتو فرمانفرمای اوئیش دیش و متاتی فرمانفرمای زیکرتو علیه آزا پسر ایران‌زو حاکم جدید ماننا مبارزه می‌کرد.
آشوریان از این ناحیه ۴۲۰۰ تن اسیر و تعداد زیادی دام بدست آوردند. از نامه‌ای خطاب به سارگون دوم که در آن از رسیدن اسبان و قاطران از طرف شاهزادهٔ آندیا که به همراه سفیر ماننا وارد شده سخن رفته است. سارگون دوم به منظور تسجیل برتری خویش بر سرزمین شرقی، در ایزیرت تختگاه ماننا تصویر خود را بر سنگ منقور کرد.

### اسناد میخی

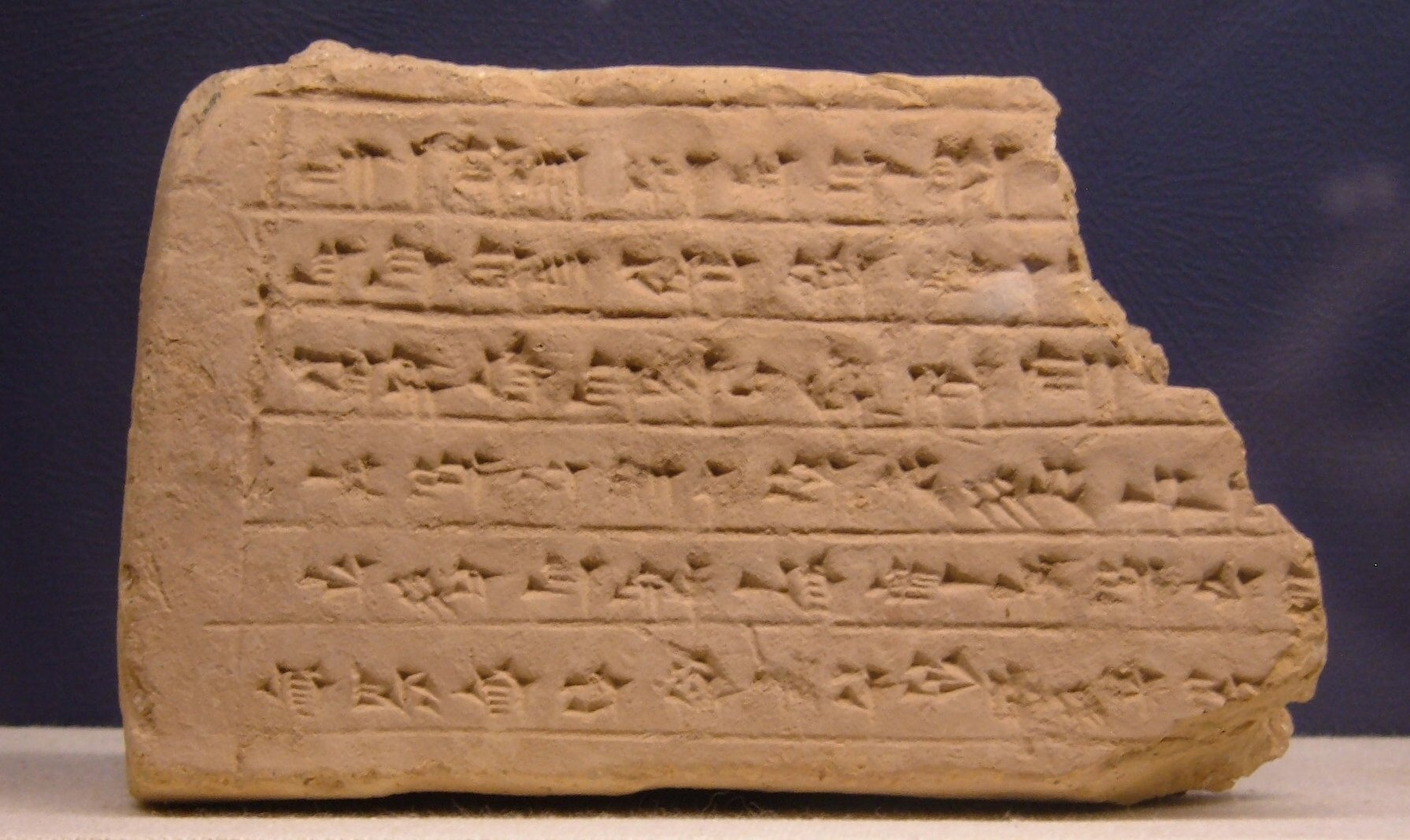
خشت میخی به خط میخی‌عیلامی مکشوف از تپه مارلیک

منابع آشوری نیز از شاهکان و نقاط مسکونی اندیا، زیکرتو، گیزیل بوندا و مادای تحت عنوان اتحادیه قبایل ماد و سلف پادشاهی بزرگ ماد را نام می‌برند، با توجه به اینکه وجود قلاع نشانهٔ حاکم‌نشین شدن منطقه‌ای بود آشوریان در جنوب نواحی فوق از دژهای سیبار در زنجان، خارخار در بین همدان و زنجان و آرازیاش را در نقطهٔ شرقی‌تر در دامنه‌های البرز را نام می‌برند.

### نائیری
آشوریان در سال -۸۰۲ پ.م. - مدعی فرمانروایی بر الی پی، خارخار، آرازیاش، مسو و کشور مادی‌ها و سراسر گیزیل بوندا و ماننا و پارسوآ و آلابریا در قسمت علیای زاب کوچک و آبدادان تا آندیا و دریای کاسپی بودند. همهٔ این سرزمین‌ها در لوح نبشتهٔ شامشی آداد پنجم تحت عنوان نائیری نام‌گذاری شده‌اند.

## تمدن مارلیک
تپه‌های مارلیک در ۱۴ کیلومتری شهرستان رودبار و تپه‌های املش، کلاردشت و عمارلو از جمله مناطق تاریخی هستند که اشیاء نفیس و زینتی از طلا و نقره در آن‌ها یافت شده که تعلق آن‌ها به اقوام و قبایل ایرانی و آریایی مکشوف نیست. در این نواحی بخش طارم علیا اهمیت بسیار زیادی داشته و در دوران میانه اسلام به هندوستان ایران معروف بود.